# Hausanschlussstation

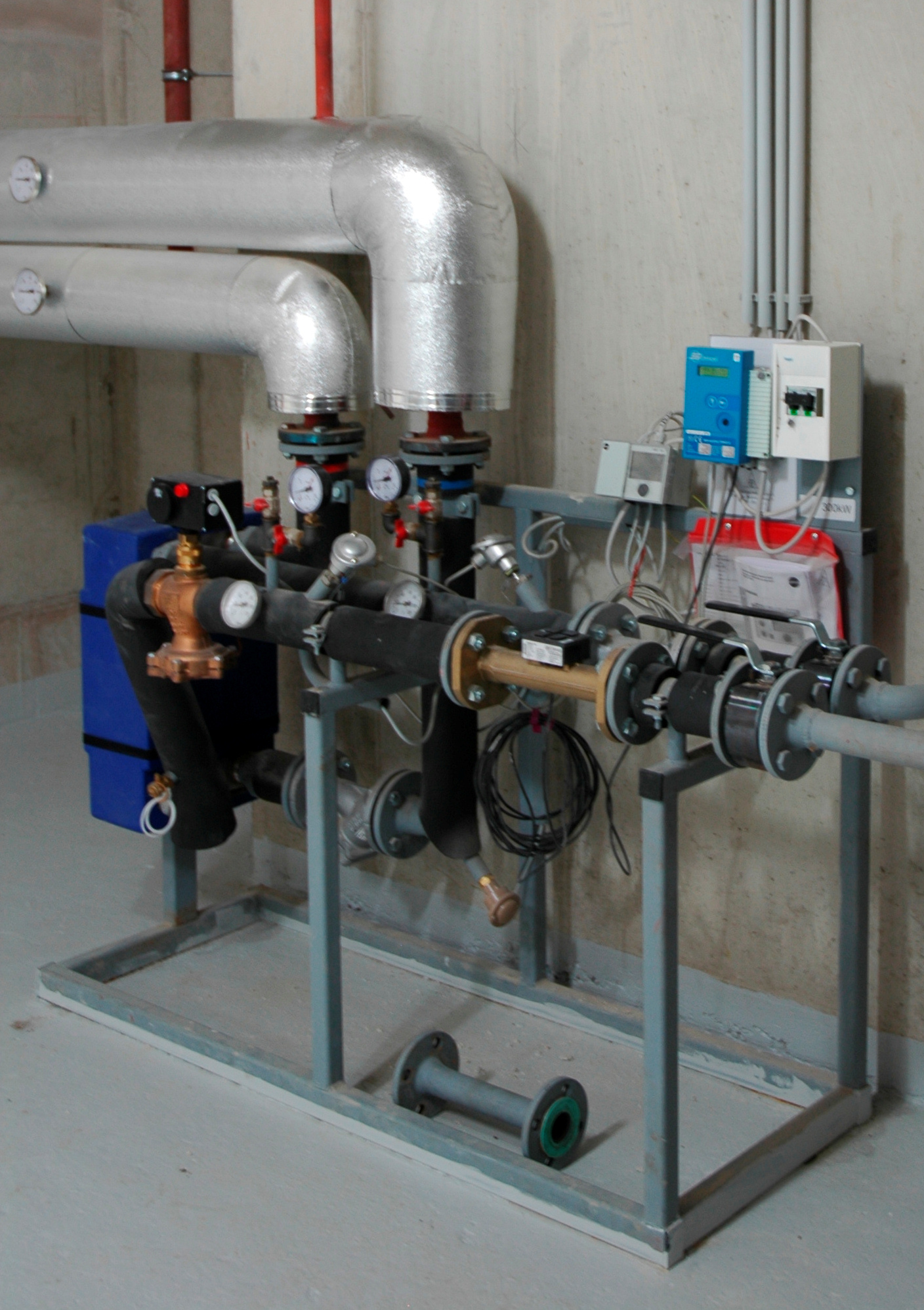
Wärmeübergabestation der EVN Wärme mit einer Leistung von 300 kW einer Wohnhausanlage, eine sogenannte indirekte Hausanschlussstation

Eine Hausanschlussstation (HA-Station, HAST) dient als Übergabepunkt der Fernwärme vom Energieversorger zum versorgten Gebäude. Diese versorgt dann die Zentralheizung. Es wird zwischen den direkt und die indirekten Hausanschlussstationen unterschieden und die Behandlungsweise der Energieträgermedien (Dampf oder Wasser) des Energieversorgers im versorgten Gebäude klassifizieren.

## Aufgaben
Die Aufgabe einer Hausanschlussstation im Gebäude liegt in der Steuerung der  Heizung und der Warmwasserbereitung (WWB) für das jeweilige Gebäude. Die Regelung der Vorlauftemperatur und der Leistung erfolgt in Abhängigkeit von der Außentemperatur. Die von der Ausführung eines Gebäudes abhängige Kennlinie der Vorlauftemperatur wird auch Heizkurve bezeichnet. Die Werte für die Vorlauftemperatur variieren je nach Anlage und werden durch den Betreiber festgelegt.
Als Grundlage für die Parameter dient die Pflicht des Betreibers innerhalb der Wohneinheiten eine Temperatur von 22 Grad bei ‑14 Grad Außentemperatur zu gewährleisten (Bei maximaler Stellung des Thermostatventils).
Die Warmwasserbereitung dient der Erwärmung des kalten Trinkwassers. Dabei wird eine Vorlauftemperatur von 60 Grad Celsius als Zielgröße für Kleinanlagen (< 400 l Speichervolumen) vorgegeben. Eine Prophylaxe gegen Legionellenbefall durch Aufheizung des Systems auf höhere Temperaturen ist nicht Vorschrift. Wenn Legionellen allerdings im System nachgewiesen wurden, ist die thermische Desinfektion des Systems eine mögliche Sanierungsmaßnahme. Hierfür ist nach DVGW-Arbeitsblatt W 501 eine Temperatur von 70 °C im System notwendig und für 3 Minuten an jeder Zapfstelle nachzuweisen.

## Direkte Hausanschlussstation

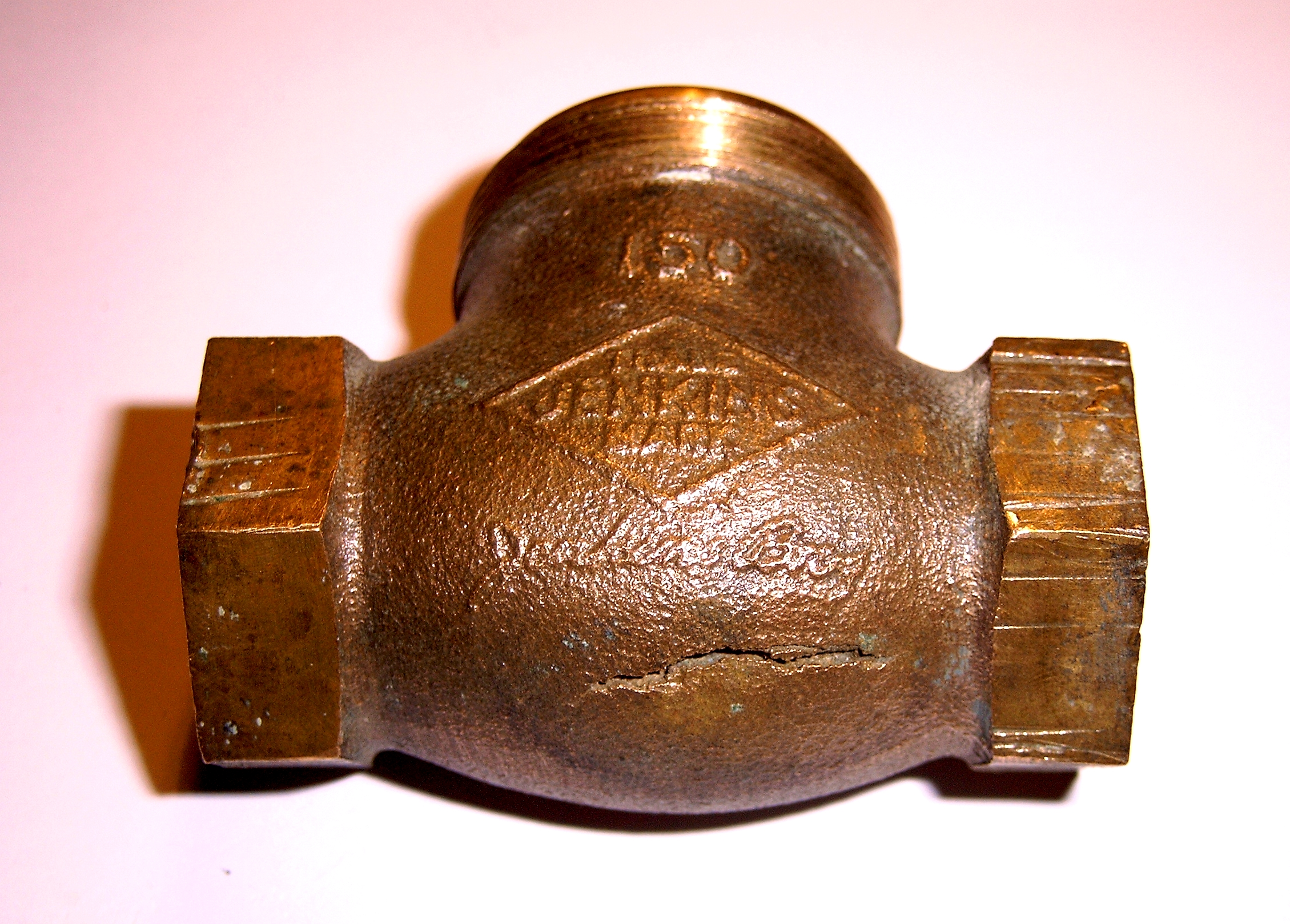
Zerstörtes Absperrventil einer Wasserleitung durch Frosteinwirkung

Bei den direkten Hausanschlussstationen (HAST) auch Primärstation genannt  wird das Wasser des Energieversorgers direkt in die Heizung der Verbraucher, d. h. Wohnungen weitergeleitet. Die Regelung erfolgt über Stellventile (Bsp. Differenzdruckregler) die durch die Verringerung des Massenstroms die zur Verfügung gestellte Wärme reduzieren.
Das Risiko bei einem Rohrbruch besteht darin, dass durch die zentrale Nachspeisung des Energieversorgers beliebig viel Wasser in das Rohrsystem gepumpt wird und das gesamte Haus unter Wasser gesetzt wird. Wasserverluste sind bei großen Rohrleitungsnetzen normal. Der Wasserverlust bei einem Rohrleitungsbruch im Haus ist im Verhältnis zu den normalen Verlusten minimal und würde daher dem Netzbetreiber nicht auffallen.
Diese Art der Anbindung wird aufgrund der Risiken bei einem Rohrbruch nicht mehr flächendeckend realisiert.

## Indirekte Hausanschlussstation
Bei indirekten Hausanschlussstationen (HAST), auch Sekundärstation genannt wird die Wärme des Mediums über eine Wärmeübergabestation (WÜST) übergeben. Die Länge der Rohrleitungen des Energieversorgers im Haus und das oben genannte Risiko wird dadurch reduziert. Die Wasserverteilung über Rohrleitungen im Gebäude sind durch einen separaten Wasserkreislauf realisiert.
Auf der Primärseite der Wärmeübergabestation befindet sich das Medium des Energieversorgers und auf der Sekundärseite befindet sich der separate Wasserkreislauf im Gebäude. Dieser verfügt über eine eigene Nachspeisung. In diesem Fall kann die Nachspeisung an die Größe des folgenden Netzes angepasst werden. Bei einem Rohrbruch würde das Netz leer laufen und bei unterschreiten eines minimalen Drucks ({\displaystyle P_{\text{min}}}) deaktiviert werden.

## Bestandteile
Eine Hausanschlussstation besteht aus folgenden Bestandteilen:
- Zirkulationspumpe, zur Zirkulation des Wassers in der Warmwasserbereitung
- Umwälzpumpe (Heiztechnik) / Heizpumpe, zur Zirkulation des Wassers im Heizkreis
- Ventile, zur Steuerung der Vorlauftemperatur im Heizkreis und in der Warmwasserbereitung
- Warmwasserspeicher, zur Vorhaltung von erwärmten Trinkwasser zur Abfederung von Verbrauchsspitzen
- Rohrleitungsnetz
- Wärmeübertrager, zur Übertragung der Wärme in indirekten Stationen
- Wärmemengenzähler, zur Erfassung des Wärmeverbrauchs
- Nachspeisung, zur Kontrolle des Wasserdrucks im Heizkreis
- Sensoren wie  Temperatursensoren, Drucksensoren, STW, STB, TR
- Regelung der Hausanschlussstation über Kompaktregler oder DDC-GA-Komponente
- Ausdehnungsgefäß